# Tobias Mayer
IniciBio (també Johann Tobias Mayer) fou un matemàtic, astrònom i cartògraf alemany del segle xviii, primer director de l'observatori astronòmic de la universitat de Göttingen.
Va idear un instrument molt útil, corregint diversos errors en la geometria pràctica, per poder calcular els moviments de la Lluna amb una precisió admirable, i va guanyar, el gran premi lliurat pel Board of longitudes a Londres el 1755, per les seves taules lunars emprades pels navegants per al càlcul de longituds mitjançant l'anomenat "sistema de distàncies lunars", que més tard serien millorades per José de Mendoza y Ríos afegint-hi el seu sistema del Haversine. Aquestes taules milloraven les de Flamsteed que, probablement, van arribar a les seves mans a través de Doppelmayr.
També va perfeccionar el mesurament dels triangles en la topografia i va ser el primer que va tenir la idea de "repetir lectures" girant el seu cercle de reflexió, per minimitzar els errors de mesurament.

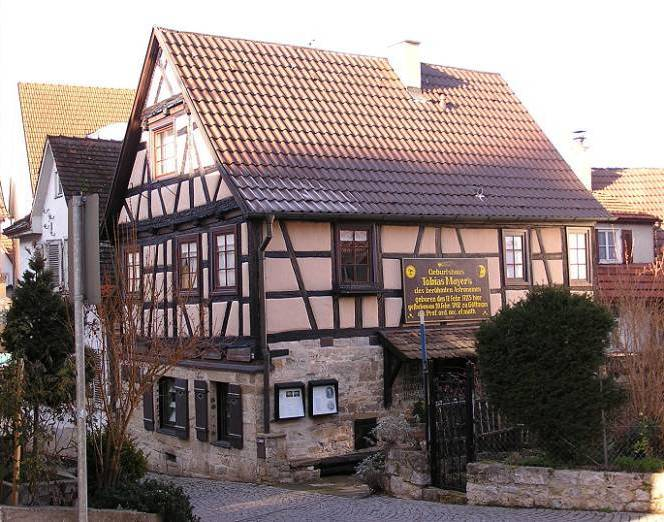
Casa natal de Tobias Mayer a Marbach.

## Vida
Tot i haver nascut a Marbach va passar la seva infància a Esslingen, ja que el seu pare, un humil carreter, va ser nomenat cap de serveis de manteniment de l'ajuntament d'aquesta ciutat per les seves habilitats.
Des de ben menut va tenir extraordinària habilitat per aprendre per si mateix a llegir i a dibuixar i, quan va entrar a l'escola als sis anys, va tenir notables problemes per seguir un ensenyament reglat. El seu interès pels mapes i les fortificacions el van portar a la geometria i, com que aquesta disciplina no estava inclosa al pla d'estudis de la seva escola, també va començar a estudiar-la per si mateix amb l'ajut d'un sabater aficionat a les matemàtiques. El 1741 va publicar el seu primer llibre, fruit dels seus intents per entendre les matemàtiques, sobretot els Anfangsgrunde de Christian Wolff; el seu títol era Neue und Allgemeine Art, alle Aufgaben Aus der Geometrie (Nou i general mètode de resoldre problemes de geometria).
Els seus intents per entrar a l'exèrcit van resultar fallits i el 1744 va trobar feina a l'editorial de Johann Andreas Pfeffel de la ciutat d'Augsburg. L'any següent publica els seus Matemathische Atlas que li dona prestigi suficient per a anar a Nuremberg, una ciutat amb més tradició astronòmica. El 1746 entra a treballar al prestigiós bufet cartogràfic Homann i, poc després, es casarà amb la cunyada del seu director, Johann Franz. Durant els cinc anys que romandrà a la firma farà un treball immens, desenvolupant nous mètodes de projecció de mapes, establint latituds de poblacions i accidents geogràfics, dibuixant mapes, estudiant sistemàticament la topografia lunar, etc.
El 1751 accepta el lloc que li ofereixen de professor de matemàtiques a la universitat de Göttingen i codirector del seu observatori astronòmic (juntament amb Johann Andreas Segner, amb qui no mantindrà gaire bones relacions) que calia ampliar considerablement. Des d'aquest observatori, en el que dissenya nous instruments, establirà les seves teories lunars.

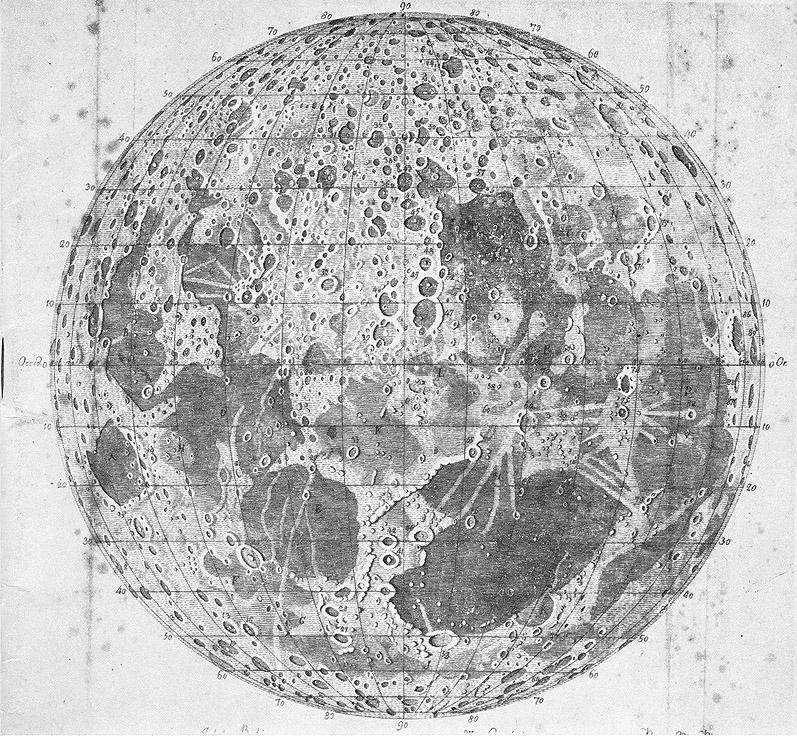
Mapa llunar de Tobias Mayer, 1750

## Obra
La seva obra astronòmica més important versa sobre la Lluna. Així, el seu primer llibre de rellevància va ser el Kosmographische Nachrichten (Nuremberg, 1750) on feia un estudi detallat de la libració de la Lluna, seguit per les seves taules lunars presentades a la Societat Científica de Göttingen el 1752 i que posteriorment serien enviades a James Bradley de l'observatori de Greenwich qui les va ponderar molt positivament.
També va deixar a la biblioteca de la universitat de Göttingen nombrosos manuscrits astronòmics que van ser estudiats i editats posteriorment per G.C.Lichtenberg amb el títol de Opera inedita (Göttingen, 1775).
Els resums que van aparèixer al butlletí de la universitat entre 1755 i 1762 revelen que Mayer va estar treballant simultàniament amb una gran diversitat de temes matemàtics i astronòmics: transformació de figures rectilínies dins d'un triangle, efectes sobre Mart de les atraccions de Júpiter i la Terra, els pigments de colors i les seves barreges, el magnetisme terrestre, ...

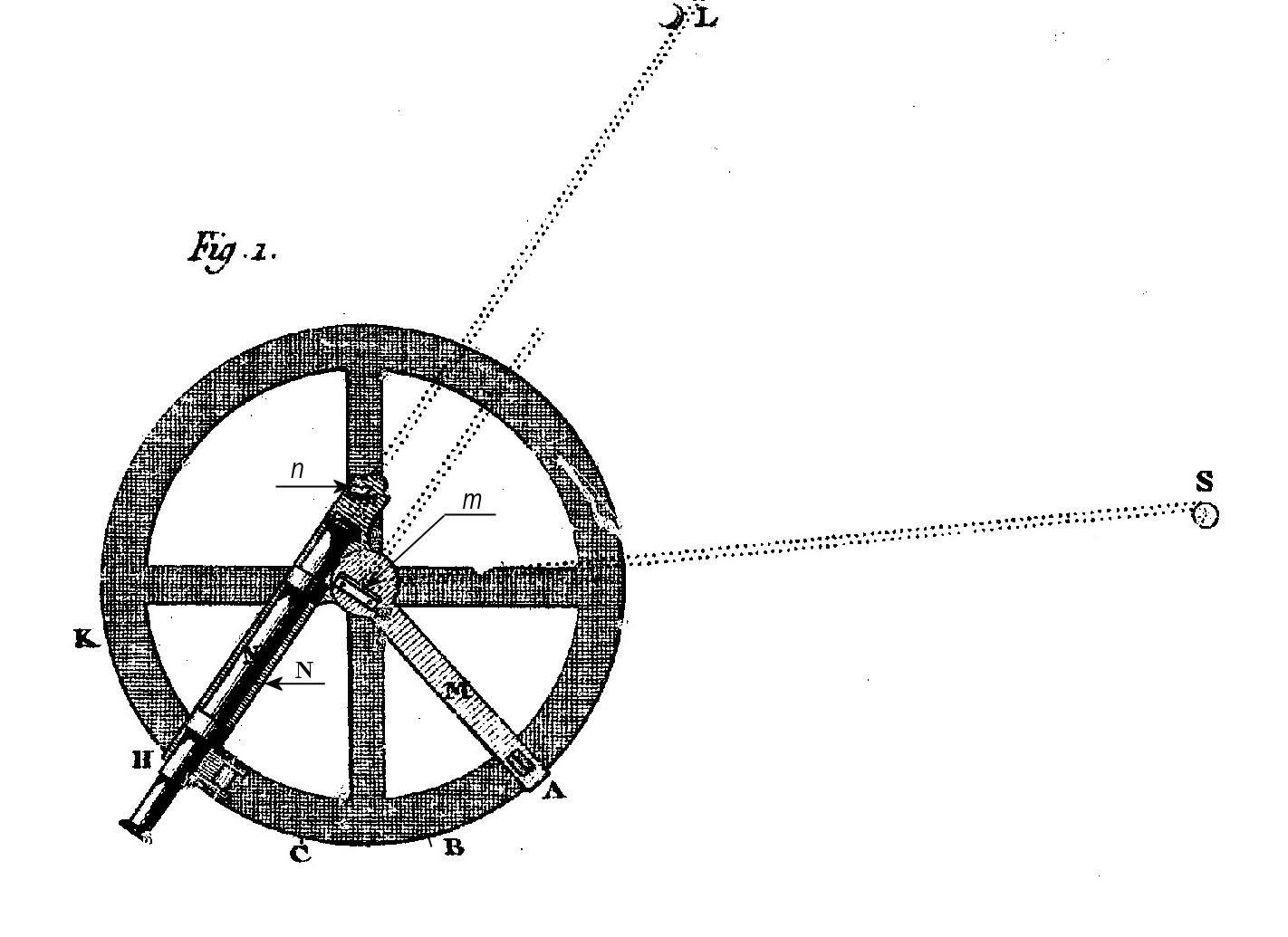
Cercle de reflexió de Mayer, 1767.

També va dissenyar i idear instruments astronòmics, com el cercle de reflexió que permetien mesurar els angles amb molta precisió.
Va ser un dels primers científics en desenvolupar una teoria qualitativa del color, observant quan el ull humà es capaç de percebre un canvi en el color. Amb aquest procediment va obtenir una taula de 819 colors cadascun d'ells una barreja específica dels tres colors bàsics.

### Llistat d'obres
Devem a aquest estudiós un catàleg de 998 estrelles del zodíac, moltes dels quals foren observades fins a 26 vegades.
Les seves obres principals, a part d'aquestes Taules, són les següents:
- Neue und allgemeine Art, alle Aufgaben aus der Geometrie vermittelst der geometrischen Linien, Augsburg, 1741
- Atlas matemático, 1745 (en alemán).
- Kosmographische Nachrichten, Nuremberg, 1750.
- Tablas lunares, 1752.
- Theoria lunae juxta systema Newtonianum, 1767.
- Opera inedita, Göttingen, 1775.